# Historien om Børge
Historien om Børge er en roman af H. C. Branner (1903-1966) fra 1942, der strækker sig over en dag.

## Handling
Historien handler om Børge, som lever i sin egen fantasiverden fyldt med masser af dyr, skove og huler og om Børges veninde Eva. Børge har en meget livlig fantasi, så livlig at han selv er overbevist om at det er virkeligt, at alle de dyr som han ser virkelige er der. Og at der virkelig er en stor skov med tigerkatte, elefanter og mange andre dyr, og derfor bliver han sur og irriteret fordi Eva ikke kan se det og han føler hun gør lidt grin med ham når hun siger de ting hun siger.

## Fortolkning
Børge er et barn med en god fantasi, samtidig kredser historien om religion. Der er referencer til paradisets have med Adam og Eva og til det forbudte æble som Eva får Adam til at spise og som Eva i historien får Børge til at spise. Måske har Børge problemer i sin hverdag eller måske mangler han opmærksomhed fra sine forældres side og derfor søger han ind i denne fantasiverden, hvor han syntes, der er trygt og rart at være, og hvor han kan være sig selv og for sig selv, uden nogen blander sig. Det kan være derfor han kalder det paradisets have, da paradis bliver forbundet med noget der er trygt, sikkert og et dejligt sted at være, i stedet for den store verden han lever i normalt. 
Børge er også et meget aggressivt barn. Det kan man se når det bliver beskrevet hvordan han bliver rasende, tager en kæp og jagter Eva gennem haven samtidig med at han tænker at han vil slå hende ihjel. Man kan også læse det da de leger hvor Børge vil lægge sine hænder om hendes hals. Måske har Børge en masse frustrationer i forbindelse med manglende opmærksomhed fra forældrene som han ikke kan få ud på andre måder end at blive så rasende. Han kan ikke klare når Eva tirrer ham, og han bliver sur i stedet for at vende hende ryggen og være ligeglad. 